# Quinto di Treviso
Quinto di Treviso é uma comuna italiana da região do Vêneto, província de Treviso, com cerca de 9.286 habitantes. Estende-se por uma área de 18 km², tendo uma densidade populacional de 516 hab/km². Faz fronteira com Morgano, Paese, Treviso, Zero Branco.

## Demografia
| Variação demográfica do município entre 1861 e 2011                               |
|                                                                                   |
| Fonte: Istituto Nazionale di Statistica (ISTAT) - Elaboração gráfica da Wikipedia |